# Посольство Йемена в России
Посольство Йемена в Москве (араб. سفارة اليمن في روسيا‎) — официальная дипломатическая миссия Йемена в России, расположена в Москве на Якиманке на Мытной улице. 
- Адрес посольства: 119049, Москва, улица Мытная, дом 3.
- Индекс автомобильных дипломатических номеров посольства — 105.

## Дипломатические отношения
Первый Договор о дружбе и торговле между Москвой и Саной был подписан в 1928 году. Дипломатические отношения установлены 31 октября 1955 года. 30 декабря 1991 года Йеменская Республика (ЙР), образованная в мае 1990 года в результате добровольного объединения ЙАР и НДРЙ, заявила об официальном признании Российской Федерации в качестве правопреемницы бывшего СССР.

## Послы Йемена в России
- Абдулвахаб Аль-Рухани (2003—2007)
- Мохамед Салех Ахмед аль-Хеляли (2007—2015)
- Абдулла Мохаммед Аль-Аква (2015—2017)
- Ахмед Салем аль-Вахейши (2017 — н. в.)

## Галерея

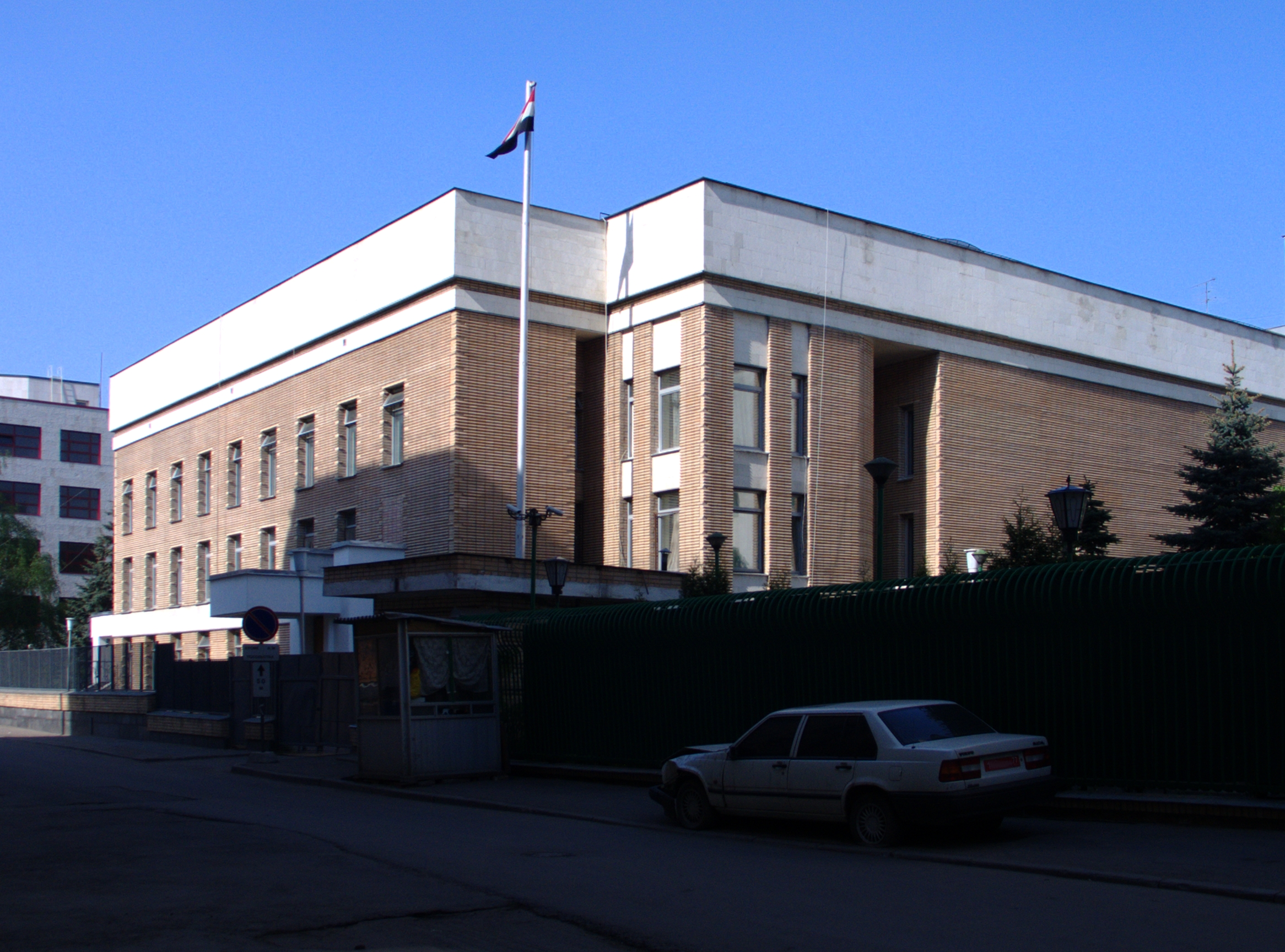
Старое здание посольства Йемена в Москве, во 2-м Неопалимовском переулке (до 2024 года)